# Ludoteca
La ludoteca è un luogo destinato al gioco e al divertimento, spesso di proprietà pubblica, solitamente gestito da educatori professionisti, educatori del tempo libero, animatori ludici o insegnanti.
Una ludoteca è un luogo protetto e stimolante per esperienze di socializzazione e amicizia che offre la possibilità di conoscere e utilizzare una grande quantità di giocattoli, difficilmente a disposizione di un singolo. Riveste una funzione educativa e aggregativa, in quanto spazio di ritrovo con finalità ricreative, di apprendimento e culturali. Può anche essere inserita in contesti pedagogici più ampi, collegata ad altri servizi sociali come la scuola o la biblioteca.
I giochi a disposizione possono essere molteplici, frutto di acquisti pubblici o di donazioni.

## Definizione del servizio
Il Seminario Nazionale di Studio svolto nel 1985 a Ischia, organizzato dal C.I.G.I. (Comitato Italiano Gioco Infantile) e dal Centro Internazionale per la Documentazione delle Ludoteche ha dato una definizione del servizio di ludoteca:
- Una ludoteca fornisce un servizio incentrato sul gioco e sul giocattolo. Tale servizio consiste in:
  - Prestito di giochi
  - Laboratorio di costruzione e riparazione di giochi e giocattoli
  - Animazione ludica

Nel giugno 2010, al fine di coordinare molte realtà disperse sul territorio italiano e di creare una comune Carta di qualità delle Ludoteche Italiane, ALI per Giocare, l'Associazione Italiana dei Ludobus e delle Ludoteche, ha promosso un Tavolo di Confronto Nazionale sulle Ludoteche.
L'11 febbraio 2011 presso l'Istituto degli Innocenti di Firenze è stata sottoscritta, da numerose amministrazioni pubbliche e organizzazioni del privato sociale, la Carta Nazionale Delle Ludoteche Italiane - Linee guida per la qualità del servizio di ludoteca.

## Struttura di una ludoteca
Nella Ludoteca lo spazio è organizzato privilegiando solitamente una suddivisione per fasce d'età, prevedendo ad esempio uno spazio morbido per i bambini fino a 3 anni con pavimentazioni antitrauma, zone di movimento, tavolini e sedie per i bambini più grandi, zone in cui si attivano laboratori manuali o animazioni specifiche, zone dedicate ai giovani e agli adulti.
La struttura di una ludoteca rispecchia le funzioni che vi vengono realizzate. Pur non essendovi uno standard, generalmente la struttura di una ludoteca consta di almeno tre locali:

### Reception
Nella reception viene fatta l'accoglienza agli utenti. All'interno della Reception un elemento indispensabile è la Bacheca sul quale vengono riportati gli orari, le tariffe, il regolamento e la programmazione settimanale dei laboratori.

### Sala Giochi/sala comune
La sala comune è il cuore della ludoteca. Nella sala giochi devono essere presenti gli scaffali per l'esposizione dei giocattoli suddivisi per categorie e per fasce d'età.
L'ambiente può essere organizzato e personalizzato in base al tema della ludoteca o alla fascia d'età che maggiormente frequenta la struttura.
La sala comune deve essere  provvista di spazi e arredi idonei in modo da facilitare le interazioni del bambino con il gruppo dei pari.

### Laboratorio
La sala del laboratorio è l'ambiente dove si favorisce la creatività del bambino.
Lo spazio deve essere organizzato dal ludotecario e deve presentare alcuni elementi:
- Un tavolo grande per lo svolgimento del lavoro.
- Uno scaffale per riporre i lavori da completare.
- Un armadio per riporre materiali e attrezzature pericolose insieme agli strumenti.
- Scaffali dove vengono posizionati i materiali suddivisi nelle tre categorie : Materiali Artistici- Materiali di recupero- Materiali Naturali

### Sala per il prestito
Lo spazio deve consentire un desk informatico con una relativa bacheca dove sono esposti gli orari del prestito, le tariffe e il regolamento.
Lo spazio deve essere diviso da dei scaffali che contengono libri e giocattoli divisi per fascia d'età e per categoria.
In alcuni casi per il prestito viene usata la sala dei Giochi
La sala giochi e la sala per il prestito possono essere differenziate; un magazzino e la disponibilità di uno spazio esterno completano gli spazi necessari.

## Il prestito dei giocattoli
Il prestito dei giocattoli è uno dei servizi e finalità della Ludoteca, usato come mezzo per promuovere il gioco e il giocattolo.
Solitamente nelle Ludoteche private si paga un tesseramento che consente all'utenti di affittare un giocattolo alla volta, mentre le ludoteche gestite dal Comune offrono questo servizio in maniera gratuita.
Il prestito dei giocattoli spesso viene fatto in zone poco agiate per dare ai bambini il diritto di giocare.
Per organizzare lo spazio è necessario classificare i giocattoli presenti= Giocattoli di movimento, di socializzazione, di comunicazione, di esplorazione, di fantasia e si costruzione. Una volta classificati ad ogni categoria deve essere assegnato un segno identificativo (un numero, una lettera dell'alfabeto, un colore etc.)
Dopo la classificazione si passa alla creazione di un archivio che può essere di tre tipi:
- Fisso : dove sono registrati tutti i giocattoli.
- Dell'utente: dove saranno presenti le schede personali di ogni fruitore del servizio.
- Mobile : in cui saranno presenti solo i giocattoli in uscita.  Il bambino deve scegliere autonomamente l'oggetto ludico, per permettere questa libertà il bambino deve entrare nella sala del prestito da solo senza un adulto che lo possa condizionare.[2]

## Regolamento
Il regolamento indica le modalità di funzionamento del servizio: gli orari, le modalità di iscrizione e di prestito, oltre che le regole specifiche per le attività di gioco e laboratoriali.
Ogni ludoteca ha il proprio regolamento, che in genere viene discusso e concordato con gli utenti.

## Legislazione
In Italia le singole Regioni legiferano in materia, per questo motivo attualmente esistono varie leggi Regionali relative alle ludoteche. Questo ha prodotto di fatto che alcune regioni hanno legiferato più testi in materia, mentre altre non hanno ancora prodotto leggi apposite riguardo alle ludoteche.
Le ludoteche nonostante posti fissi e non itineranti, avendo a loro interno giochi gonfiabili o strutture playground sono regolamentate dalla normativa di spettacolo viaggiante e d è necessaria qualora non sia un'associazione, una regolare licenza di spettacolo viaggiante.